# アブド

## アラビア語の名詞として
アブド（アラビア語: عبد 、ラテン文字転写: ʿabd）は、シャリーア（イスラム法）における男の奴隷である。女の奴隷は「アマ」（アラビア語: أَمَة、ラテン文字転写:amah ないしは ama）と呼ぶ。
規定上、ムスリムでない捕虜・女の奴隷の子ども・人身売買された者を含み、原則として債務奴隷制度は否定された。

## アラビア語由来の人名として
アッラーの99の美名（唯一神アッラーの属性名。ただし全てと組み合わせできるわけではない。）もしくはそれに準ずる慣用的なアッラーの属性名が後ろに続くアブド・アル＝◯◯（アブドゥル◯◯）はアラブ世界のみならずイスラーム教徒の間に非常に多く、いずれも「◯◯なる神（アッラー）のしもべ」という意味を持つ。一方女性バージョンはアブダではなくアマト・アル＝◯◯（アマトゥル◯◯）である。
アラビア語圏ではアブドの後に必ずしも唯一神アッラーの名称が来るとは限らず、スンナ派でも預言者や使徒といった名詞、シーア派の場合はアリーやアル＝フサインといった歴代イマームやアリーの妻ファーティマの個人名、キリスト教徒の場合はイエスやメシアといった名詞が◯◯部分に置かれているケースもしばしば見られる。
なおイスラーム以前のジャーヒリーヤ時代は多神教時代だったため◯◯部分に偶像崇拝対象だった神の名や神殿名のカアバといった語を含む男性名が数多く見られた。そのような名前を持っていた人物はイスラーム改宗にあたり預言者ムハンマドのアドバイスを得るなどしてアブドゥッラー他に改名を行ったことが知られている。
- アブドゥッラー（アブド＋アッラー）- アッラーのしもべ（イスラーム以前のジャーヒリーヤ時代から使われていたアラブ人名[5]）
- アブドゥッラフマーン（アブド＋アッ＝ラフマーン）- 慈悲あまねき御方（アッラー）のしもべ
- アブドゥルカリーム（アブド＋アル＝カリーム）- 慈悲深き御方（アッラー）のしもべ
- アブドゥルハリーム（アブド＋アル＝ハリーム）- 寛大なる御方（アッラー）のしもべ
- アブドゥッラッザーク（アブド＋アッ＝ラッザーク）- 日々の糧を授けられる御方（アッラー）のしもべ
- アブドゥルハーディー（アブド＋アル＝ハーディー）- 導かれる御方（アッラー）のしもべ
- アブドゥルハミード（アブド＋アル＝ハミード）- 賞賛される御方（アッラー）のしもべ
- アブドゥフ（アブド＋人称代名詞接続形「-フ」（-hu,「彼の～」））- 彼のしもべ
- アブドゥル（Abdul） - しばしば見られるカタカナ表記だが定冠詞アル＝だけで◯◯部分が欠けているいわば言いかけで完成していない状態のため、アラビア語圏にはアブドゥル、アブドルという男性名は無い。ただしアレッポ出身ユダヤ系シリア人を父に持つポーラ・アブドゥルの家名のようにAbdul（アブドゥル）のみを使っているケースもある。